# Dorfkirche Fischbeck

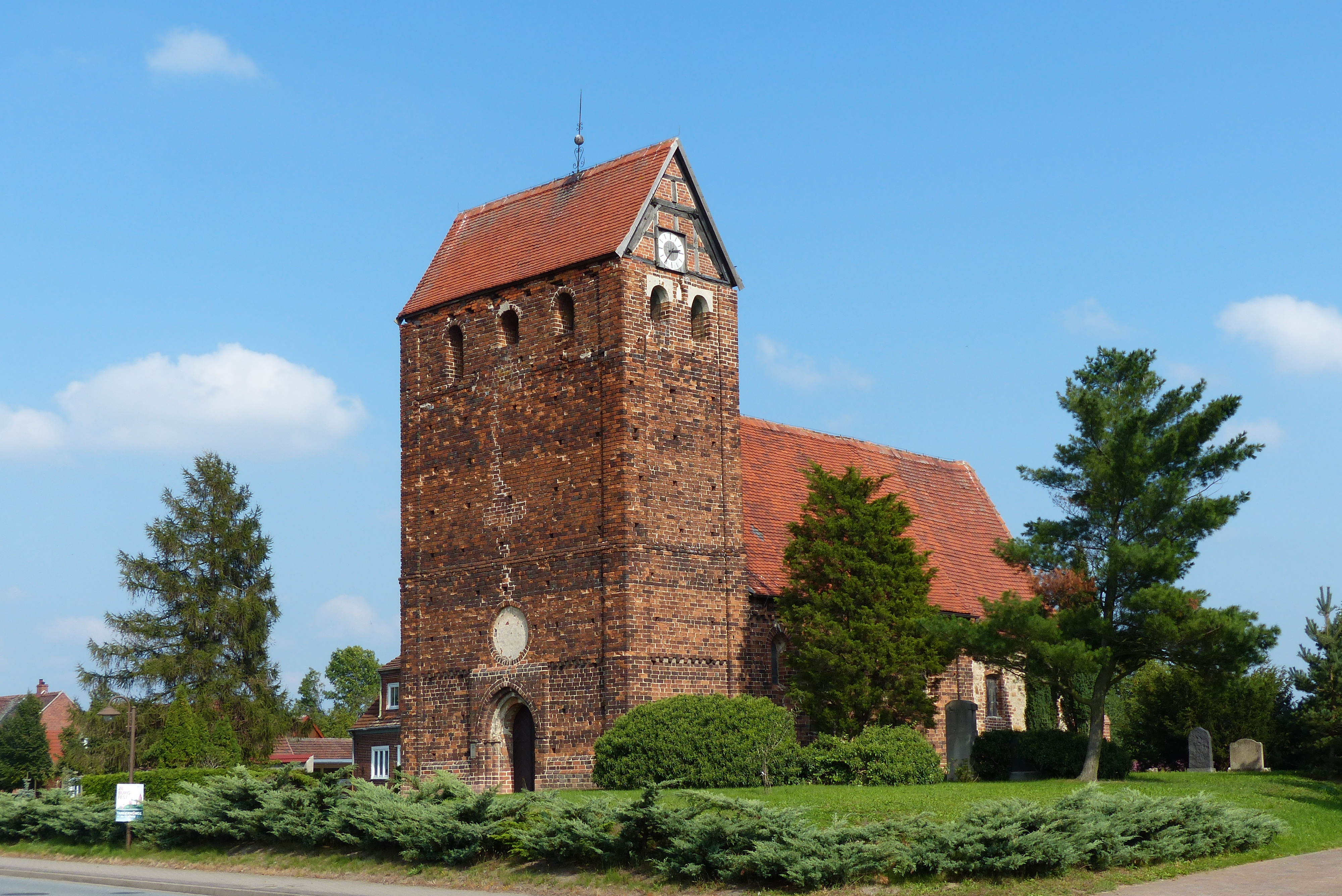
Dorfkirche Fischbeck

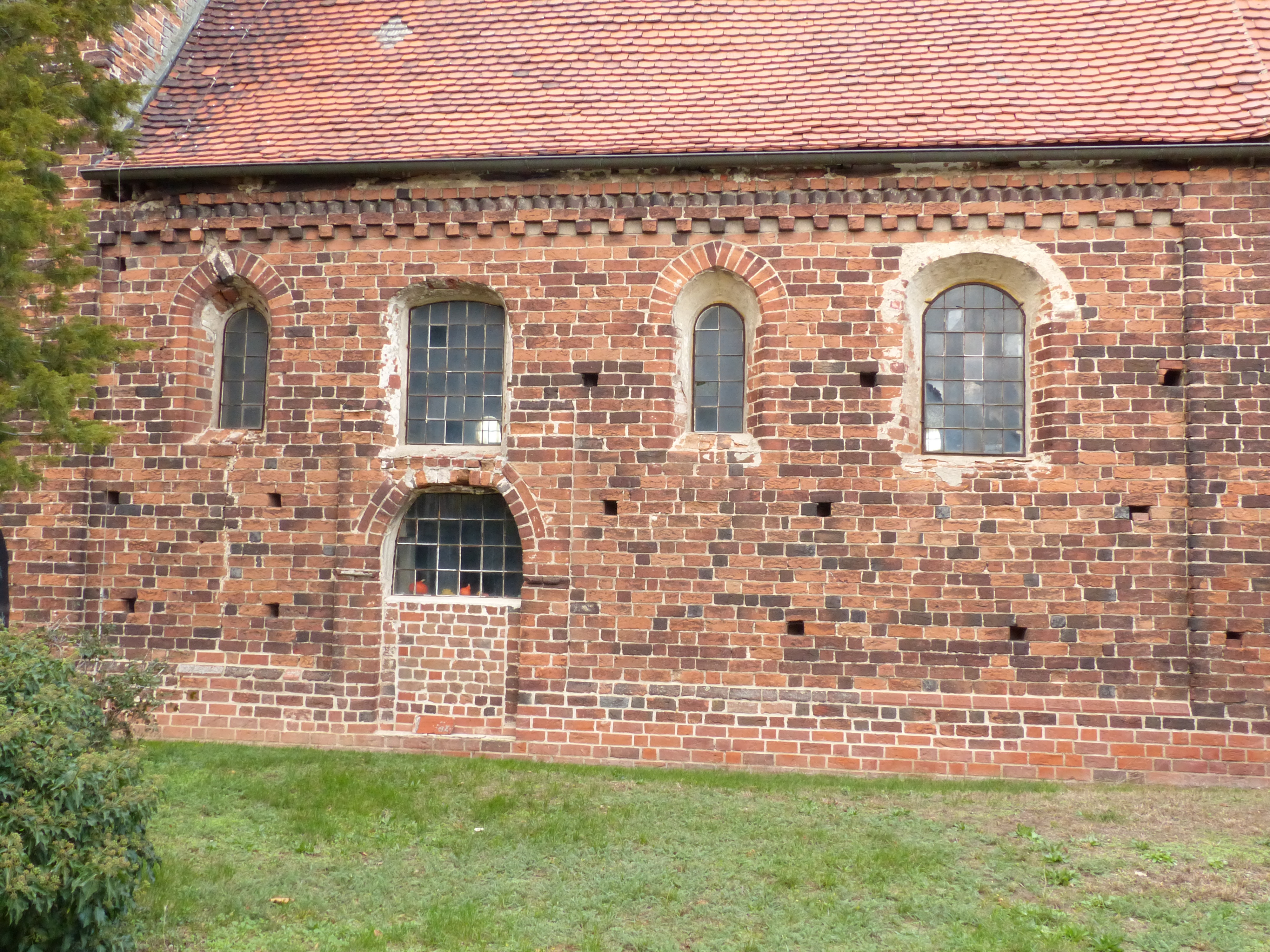
Südseite

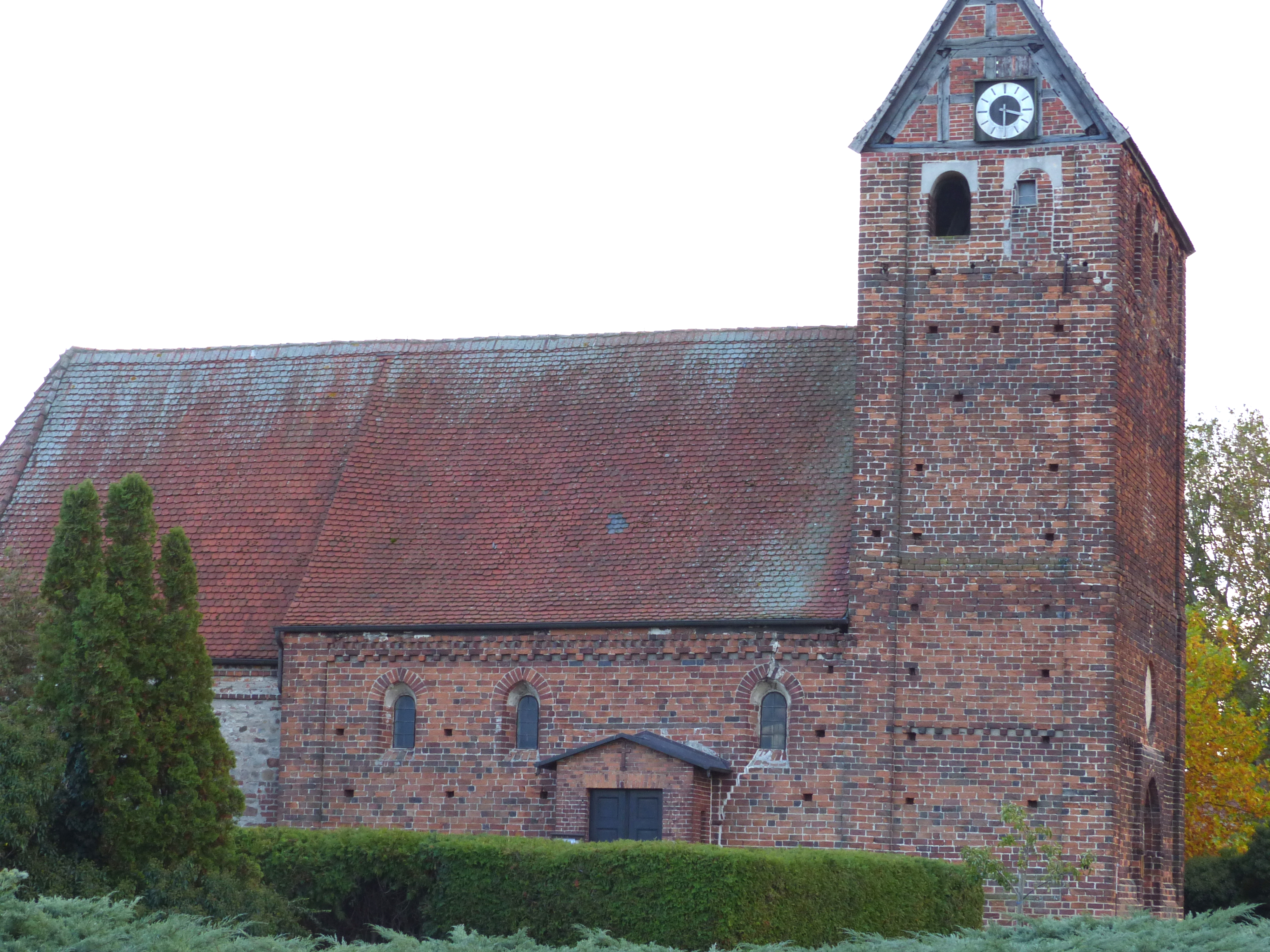
Nordseite

Die evangelische Dorfkirche Fischbeck ist eine romanische Backsteinkirche im Ortsteil Fischbeck der Gemeinde Wust-Fischbeck im Landkreis Stendal in Sachsen-Anhalt. Sie gehört zur Kirchengemeinde Fischbeck im Kirchspiel Jerichow im Kirchenkreis Stendal der Evangelischen Kirche in Mitteldeutschland.

## Geschichte und Architektur
Die Kirche in Fischbeck wurde in den Jahren 1220–1250 in spätromanischen und frühgotischen Formen aus Backstein errichtet. Das Kirchenschiff und der Westquerturm weisen die gleiche Breite auf. Das Äußere ist mit einem umlaufenden Sockel, Lisenen und Zahnschnittfriesen gegliedert. Drei Spitzbogenfenster stammen noch aus der (ersten) Bauzeit.
Um 1500 wurde in nicht ganz so hoher Mauerqualität aus Bruch- und Backsteinen ein dreiseitiger spätgotischer Chor angefügt, der in der Achse deutlich nach Norden abweicht.
Wohl in diesem Zusammenhang wurden auch ältere Fenster spitzbogig oder korbbogig verändert. Das mehrfach abgetreppte Westportal kann zur Erstgestaltung gehören oder auch eine Modifikation sein.
Die Turmgiebel wurden 1780 in Fachwerkbauweise ausgeführt und tragen wie das Kirchenschiff ein ziegelgedecktes Satteldach.
Im Innern ist die Kirche flachgedeckt und zeigt einen runden Triumphbogen. Der Chor war eingewölbt, worauf Schildbögen und Vorlagen in den Polygonseiten hindeuten. Die Verbindung zwischen Turm und Schiff wurde ursprünglich durch drei heute vermauerte Rundbogenöffnungen hergestellt. Die drei Portale an der Westfront und an den Flanken des Schiffs sind stumpf spitzbogig gebildet und sitzen in rechteckigen Mauervorlagen. An der Westfront findet sich ein vermauertes Rundfenster oberhalb des Portals. Der spätgotische Chorneubau wird auf erhöhten Platzbedarf zurückgeführt, weil ein Verfall des vermutlich baulich qualitätvollen Vorgängerchors nicht anzunehmen ist. Er kann aber auch ästhetische Gründe haben: in der romanischen Stilperiode waren polygonale Chorabschlüsse noch nicht üblich; eine Erneuerung des Chors in gotischen Formen ist daher bei bestehenden romanischen Bauten in Deutschland und den Niederlanden häufig anzutreffen. Eine gut erhaltene Sakramentsnische mit hölzerner Tür und eisernen Beschlägen ist noch vorhanden.
Seit dem Jahr 1997 wurde die Kirche in vielen Teilen instand gesetzt, unter anderem die Kirchturmuhr, der Chorpfeiler, das Dach, der Sockel und die Eingangstüren wurden saniert.

## Ausstattung
Der reich verzierte Altaraufsatz aus der Zeit um 1400 zeigt im Schrein Maria sowie seitlich und in den Flügeln Heilige unter Maßwerkbögen. Über dem Schrein befindet sich ein kleines spätgotisches Kruzifix. In einem Gemälde der Predella aus der zweiten Hälfte des 16. Jahrhunderts ist das Schweißtuch der Veronika dargestellt. An den West- und Nordwänden sind Emporen vom Ende des 17. Jahrhunderts angebracht. Die Westempore trägt ein Gemälde, das Jesus und die zwölf Jünger darstellt, mit dem Missionsaufruf. Die etwa gleichaltrige Kanzel ist ebenfalls mit Gemälden geschmückt und ruht auf einer kannelierten Säule. Ein Grabstein von 1287 mit einer umlaufenden Inschrift und der Darstellung des verstorbenen Ehepaars als Ritzzeichnung wird als Altarplatte verwendet. Die Orgel hat einen Prospekt in den Formen des Art déco aus dem ersten Viertel des 20. Jahrhunderts.